# Franck Etoundi
Franck M'bia Etoundi (Douala, 1990. augusztus 30. –) kameruni válogatott labdarúgó, az FC Zürich játékosa. Testvére: Stéphane Mbia szintén válogatott labdarúgó.

## Sikerei, díjai
FC St. Gallen
- Svájci másodosztály bajnoka (1): 2011-12

FC Zürich
- Svájci kupagyőztes (1): 2013-14